# Cupa Moldovei 2021-2022
La Cupa Moldovei 2021-2022 è stata la 31ª edizione della coppa nazionale moldava, iniziata il 17 agosto 2021 e terminata il 21 maggio 2022.
Lo Sheriff Tiraspol ha conquistato il trofeo per l'undicesima volta nella sua storia.

## Formula
Il torneo si svolge con turni ad eliminazione diretta in gara unica. Nel turno preliminare si sono affrontate le squadre militanti in Divizia B. Dal primo turno sono entrate nella competizione club della Divizia A, mentre negli ottavi sono entrati i club della massima serie.

## Turno preliminare
| Squadra 1        | Risultato   | Squadra 2 |
| ---------------- | ----------- | --------- |
| 17 agosto 2021   |             |           |
| EFA Visoca       | 1 – 2 (dts) | Ocnița    |
| Steaua Telenești | 1 – 3       | Rîșcani   |
| Oguzpsort        | 3 – 5 (dts) | Congaz    |
| Atletic Strășeni | 1 – 2 (dts) | Cimișlia  |

## Primo turno
| Squadra 1          | Risultato | Squadra 2          |
| ------------------ | --------- | ------------------ |
| 24 agosto 2021     |           |                    |
| Sîngerei           | 3 – 0     | Fălești            |
| Olimpia 1984 Bălți | 2 – 1     | Grănicerul Glodeni |
| Pepeni             | 1 – 6     | Victoria Chișinău  |
| Cruiz Plus         | 1 – 0     | Iskra Rîbnița      |
| Codru Călărași     | 2 – 3     | FCM Ungheni        |
| Ocnița             | 4 – 1     | Edineț             |
| Rîșcani            | 0 – 5     | Speranța Drochia   |
| Congaz             | 0 – 6     | Olimp Comrat       |
| Stăuceni           | 1 – 3     | Real Succes        |
| Cimișlia           | 0 – 1     | Sporting Trestieni |
| Saksan             | 4 – 2     | Sucleia            |
| Slobozia Mare      | 2 – 3     | Cahul              |
| Maiak Chirsova     | 5 – 0     | Socol Copceac      |
| Cricova            | 1 – 2     | Dacia Buiucani     |
| Văsieni            | 0 – 3     | Spartanii Selemet  |
| FC Visoca          | 0 – 3     | Inter Soroca       |

## Secondo turno
| Squadra 1          | Risultato   | Squadra 2          |
| ------------------ | ----------- | ------------------ |
| 14 settembre 2021  |             |                    |
| Cruiz Plus         | 1 – 4       | FCM Ungheni        |
| Inter Soroca       | 0 – 1       | Victoria Chișinău  |
| Maiak Chirsova     | 2 – 4       | Cahul              |
| Ocnița             | 0 – 4       | Speranța Drochia   |
| Olimpia 1984 Bălți | 1 – 3       | Sîngerei           |
| Real Succes        | 1 – 8       | Olimp Comrat       |
| Saksan             | 3 – 2 (dts) | Sporting Trestieni |
| Spartanii Selemet  | 2 – 0 (dts) | Dacia Buiucani     |

## Ottavi di finale
| Squadra 1         | Risultato | Squadra 2         |
| ----------------- | --------- | ----------------- |
| 26 ottobre 2021   |           |                   |
| Petrocub Hîncești | 6 – 0     | Olimp Comrat      |
| Sfîntul Gheorghe  | 1 – 0     | Victoria Chișinău |
| Spartanii Selemet | 1 – 3     | Dinamo-Auto       |
| Bălți             | 3 – 0     | Cahul             |
| 27 ottobre 2021   |           |                   |
| Speranța Drochia  | 1 – 4     | Zimbru Chișinău   |
| Florești          | 3 – 1     | Sîngerei          |
| Milsami Orhei     | 5 – 1     | FCM Ungheni       |
| Sheriff Tiraspol  | 6 – 0     | Saksan            |

## Quarti di finale
| Squadra 1        | Risultato       | Squadra 2         |
| ---------------- | --------------- | ----------------- |
| 12 aprile 2022   |                 |                   |
| Sfîntul Gheorghe | 3 – 0           | Florești          |
| Sheriff Tiraspol | 4 – 0           | Petrocub Hîncești |
| 13 aprile 2022   |                 |                   |
| Zimbru Chișinău  | 0 – 3           | Milsami Orhei     |
| Bălți            | 3 – 3 (3-4 dtr) | Dinamo-Auto       |

## Semifinali
| Squadra 1      | Risultato | Squadra 2        |
| -------------- | --------- | ---------------- |
| 26 aprile 2022 |           |                  |
| Dinamo-Auto    | 2 – 3     | Sheriff Tiraspol |
| Milsami Orhei  | 0 – 2     | Sfîntul Gheorghe |

## Finale
| Arbitro: | Boșca (Chișinău) |

|  |           |               |
|  | Marcatori | 90+5’ Lushkja |

### Formazioni
| Sfîntul Gheorghe (5-3-2) |    |                       |     |       |
|                          |    |                       |     |       |
| P                        | 25 | Nicolae Calancea      |     |       |
| D                        | 17 | Petru Ojog            |     |       |
| D                        | 24 | Cedric Ngah           |     |       |
| D                        | 18 | Jevhen Smirnov        | 69’ |       |
| D                        | 4  | Artem Litveacov       |     |       |
| D                        | 8  | Alexandru Osipov      |     |       |
| C                        | 7  | Alexandru Suvorov (c) | 86’ | 90+1’ |
| C                        | 10 | Mihail Ghecev         | 69’ |       |
| C                        | 13 | Teodor Lungu          |     |       |
| A                        | 23 | Ilie Damașcan         |     | 75’   |
| A                        | 15 | Maximilian Ihekuna    |     |       |
| A disposizione:          |    |                       |     |       |
| P                        | 1  | Maxim Railean         |     |       |
| D                        | 3  | Mihail Ștefan         |     |       |
| A                        | 11 | Jibril Ibrahim        |     |       |
| A                        | 14 | Dani Puscas           |     |       |
| C                        | 19 | Serghei Svinarenco    |     |       |
| C                        | 22 | Daniel Lisu           |     |       |
| A                        | 32 | Vadim Paireli         |     | 75’   |
| C                        | 88 | Nicolae Solodovnicov  |     | 90+1’ |
| A                        | 99 | Calin Calaidjoglu     |     |       |
| Allenatore:              |    |                       |     |       |
| Nicolai Mandrîcenco      |    |                       |     |       |

| Sheriff Tiraspol (4-3-3) |    |                     |       |       |
|                          |    |                     |       |       |
| P                        | 40 | Razak Abalora       |       |       |
| D                        | 41 | Stefanos Evangelou  |       | 90+1’ |
| D                        | 55 | Gustavo Dulanto (c) |       |       |
| D                        | 6  | Stjepan Radeljić    |       |       |
| D                        | 2  | Patrick Kpozo       |       |       |
| C                        | 10 | Cedric Badolo       | 62’   |       |
| C                        | 22 | Regi Lushkja        | 90+5’ |       |
| C                        | 18 | Moussa Kyabou       |       |       |
| A                        | 28 | Vitor Pernambuco    |       | 69’   |
| A                        | 9  | Adama Traoré        | 77’   |       |
| A                        | 77 | Bruno Felipe        |       |       |
| A disposizione:          |    |                     |       |       |
| P                        | 1  | Dumitru Celeadnic   |       |       |
| P                        | 33 | Serghei Pașcenco    |       |       |
| D                        | 3  | Charles Petro       |       | 90+1’ |
| C                        | 16 | Keston Julien       |       |       |
| C                        | 19 | Serafim Cojocari    |       |       |
| C                        | 20 | Boban Nikolov       |       |       |
| A                        | 23 | Danil Ankudinov     |       |       |
| C                        | 31 | Sebastien Thill     |       |       |
| A                        | 99 | Momo Yansane        |       | 69’   |
| Allenatore:              |    |                     |       |       |
| Victor Mikhailov         |    |                     |       |       |